# Stoke-on-Trent
Stoke-on-Trent (256622 ab.) è una città del Regno Unito nella contea inglese dello Staffordshire.
Stoke si trova nel nord-ovest dell'Inghilterra, al confine con il Cheshire e, assieme ai distretti di Newcastle-under-Lyme e delle Staffordshire Moorlands, fa parte del North Staffordshire, l'area settentrionale della contea.
Stoke-on-Trent, anche detta Stoke, è una città con più centri in quanto formatasi dall'unione di sei cittadine nel 1910.
Prende il nome da Stoke-upon-Trent, dov'è la sede dell'unità amministrativa e della stazione ferroviaria. Hanley è la sede delle principali attività commerciali. Burslem, Tunstall, Longton e Fenton sono le altre quattro comunità che compongono la città.
La città è nota per le sue ceramiche e i suoi musei d'arte e artigianato, tanto da essere conosciuta come the Potteries. In particolare, il Gladstone Pottery Museum è un'attrattiva importante e particolare, in quanto è l'unico museo in Gran Bretagna dove si può ancora vedere realmente come i vasai lavoravano e vivevano durante l'età vittoriana.

## Origini del nome
Il nome Stoke è legato a Stoke-upon-Trent, l'originaria parrocchia civile che, assieme alle altre cinque chapelry, diede origine alla città. "Stoke" deriva dall'inglese antico stoc, una parola che veniva spesso usata in passato per indicare nuovi insediamenti, ma un significato che poteva assumere diverse connotazioni. Possibili interpretazioni possono essere legate alla presenza di una vicina strada romana che collegava le attuali Derby e Chesterton. Per distinguere Stoke dagli altri omonimi insediamenti, venne aggiunto un suffisso distintivo, in questo caso legato al fiume Trent.

## Storia

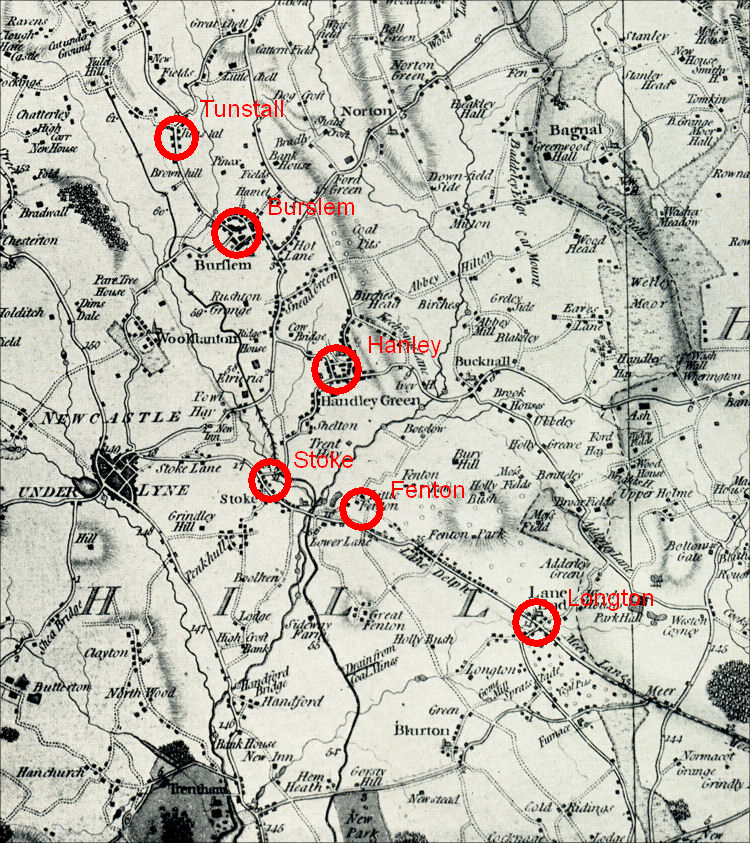
Mappa del North Staffordshire nel 1775, con evidenziate le sei cittadine costituenti Stoke-on-Trent.

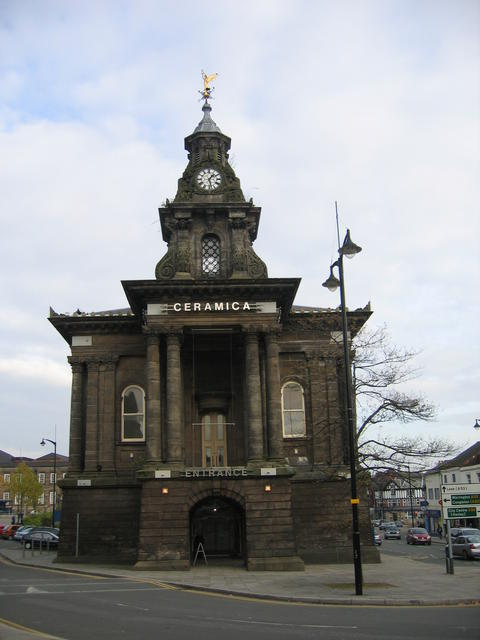
Vecchio municipio di Burslem, sede di molti dibattiti sull'unione delle sei cittadine costituenti Stoke-on-Trent.

Risalgono all'inizio del XIX secolo le prime proposte di aggregazione delle locali comunità. Il 12 dicembre 1817 nell'incontro tenutosi ad Hanley venne passata la risoluzione secondo la quale le comunità di Burslem, Hanley, Shelton, Stoke-upon-Trent, Fenton e Lane End si impegnavano a pubblici incontri da tenersi negli anni successivi presso la stessa Hanley, poiché luogo più centrale tra le comunità. Con la Reform Act del 1832 venne creato il borough di Stoke-upon-Trent, che avrebbe eletto due membri del parlamento. Oltre alla stessa Stoke-upon-Trent, il borough comprendeva anche Penkhull, Boothen, Tunstall, Burslem, Hanley, Shelton, Fenton Vivian, Lane End, Fenton Culvert, Longton, Rushton Grange e l'hamlet di Sneyd. Questo evento rappresentò la prima concretizzazione della cooperazione tre le comunità dei Potteries. Nell'agosto 1833 venne avanzata una proposta parlamentare che voleva raggruppare in un'unica comunità i borough elettorali creati l'anno prima; la proposta non venne proseguita, ma suscitò interesse nella comunità dei Potteries. Non incluse nel Municipal Corporations Act del 1835, le comunità dei Potteries continuarono a discutere in vari incontri, alcuni di questi presieduti anche dal duca di Sutherland, della possibilità di aggregazione, con maggiori disaccordi sulla necessità o meno di nominare uno stipendiary magistrate. Nel 1839 vennero emessi due leggi, la Staffordshire Potteries Stipendiary Justice Act e la Staffordshire Potteries Improvement and Police Act, che istituirono la figura dello stipendiary magistrate per l'amministrazione della giustizia locale e un corpo di polizia locale per l'area denominata "Staffordshire Potteries".
Il Local Government Act del 1888 propose la creazione di nuovi consigli di contea e l'assegnazione del titolo di county borough alle cittadine con popolazione di almeno 100 000 abitanti, che avrebbero così avuto la possibilità di governarsi indipendentemente. Le sei comunità urbane dei Potteries non riuscirono a trovare un accordo per unirsi, neanche dopo che un emendamento alla legge fece abbassare il limite a 50 000 abitanti, così che la sola Hanley, avente diritto come popolazione, venne inserita nella lista per l'assegnazione del titolo di county borough. Tra il 1900 e il 1903 ci fu un ulteriore tentativo di unione tra le comunità locali, allargando la proposta anche ad altre realtà urbane circostanti, identificando come migliore soluzione quella di entrare a far parte del county borough di Hanley. Nuove opposizioni al progetto, soprattutto da parte di Burslem e Stoke-upon-Trent, fecero sì che Hanley ritirò la richiesta fatta al Local Government Board e acquisì da sola il titolo di county borough. Già dal 1905 ripresero le proposte di federazione tra le sei cittadine, con diverse proposte e incontri tra le comunità e all'interno delle stesse comunità al fine di trovare il miglior accordo, e conseguenti sessioni di votazioni per sondare l'opinione pubblica.
Il 23 febbraio 1908 dopo una serie di incontri, per lo più incentrati sugli aspetti finanziari dell'unione, venne avanzata una proposta finale leggermente differente da quelle precedentemente discusse: la proposta venne approvata da Hanley, Longton e Tunstall, ma rifiutata da Burslem, Fenton e Stoke. Nei mesi successivi la questione arrivò a Londra alla Camera dei comuni e nuove proposte vennero avanzate per risolvere la diatriba tra le cittadine sulla aspetto economico-finanziario dell'unione: il comitato, presieduto da Sir George White, presentò la propria proposta di unione, che, nonostante andò incontro all'opposizione soprattutto di Tunstall, venne inviata alla Camera dei lord. Il comitato della Camera dei lord, presieduto da lord Cromer, si riunì nei mesi di novembre e dicembre 1908, concludendo con importanti decisioni: innanzitutto, venne approvata l'unione delle cittadine, poi venne stabilito che nei primi anni ci sarebbe stata una diversa contribuzione alle finanze della nuova entità da parte delle singole comunità, la valutazione dei cespiti venne abbandonata, e infine venne deciso che, se non fosse stato trovato un accordo, il comitato stesso avrebbe imposto la propria decisione. Soprattutto quest'ultima decisione portò le sei cittadine a trovare un accordo il 16 dicembre 1908, identificando in 20 anni il tempo di contribuzione differenziale. Nei giorni seguenti l'atto legislativo Local Government Provisional Order (No. 3) Confirmation Act venne aggiornato con l'accordo finale, approvato dalla Camera dei Lord, inviato alla Camera dei comuni e approvato il giorno stesso, e ottenne l'approvazione reale il 21 dicembre 1908. L'atto entrò in vigore il 31 marzo 1910 con l'istituzione del distretto (county borough) di Stoke-on-Trent, con l'istituzione del nuovo consiglio e la nomina di Cecil Wedgwood come primo sindaco.
Il 1º luglio 1925 il distretto di Stoke-on-Trent ottenne il titolo di città (city) per mezzo di lettere patenti di re Giorgio V in occasione di una sua visita a Stoke. Tra il 1922 e il 1930 vennero avanzate proposte di annettere a Stoke-on-Trent anche Newcastle-under-Lyme e il distretto urbano di Wolstanton, ma il progetto fallì per l'opposizione di Newcastle-under-Lyme, mentre Wolstanton venne annessa a Newcastle-under-Lyme. Come molte altre città inglesi, anche l'area urbana di Stoke-on-Trent subì i bombardamenti tedeschi nel corso della seconda guerra mondiale. Nel 1974 il county borough venne soppresso e Stoke-on-Trent divenne un distretto non-metropolitano dello Staffordshire. Il 1º aprile 1997 Stoke-on-Trent ottenne lo status di autorità unitaria, sebbene sempre parte della contea cerimoniale dello Staffordshire.

## Monumenti e luoghi d'interesse

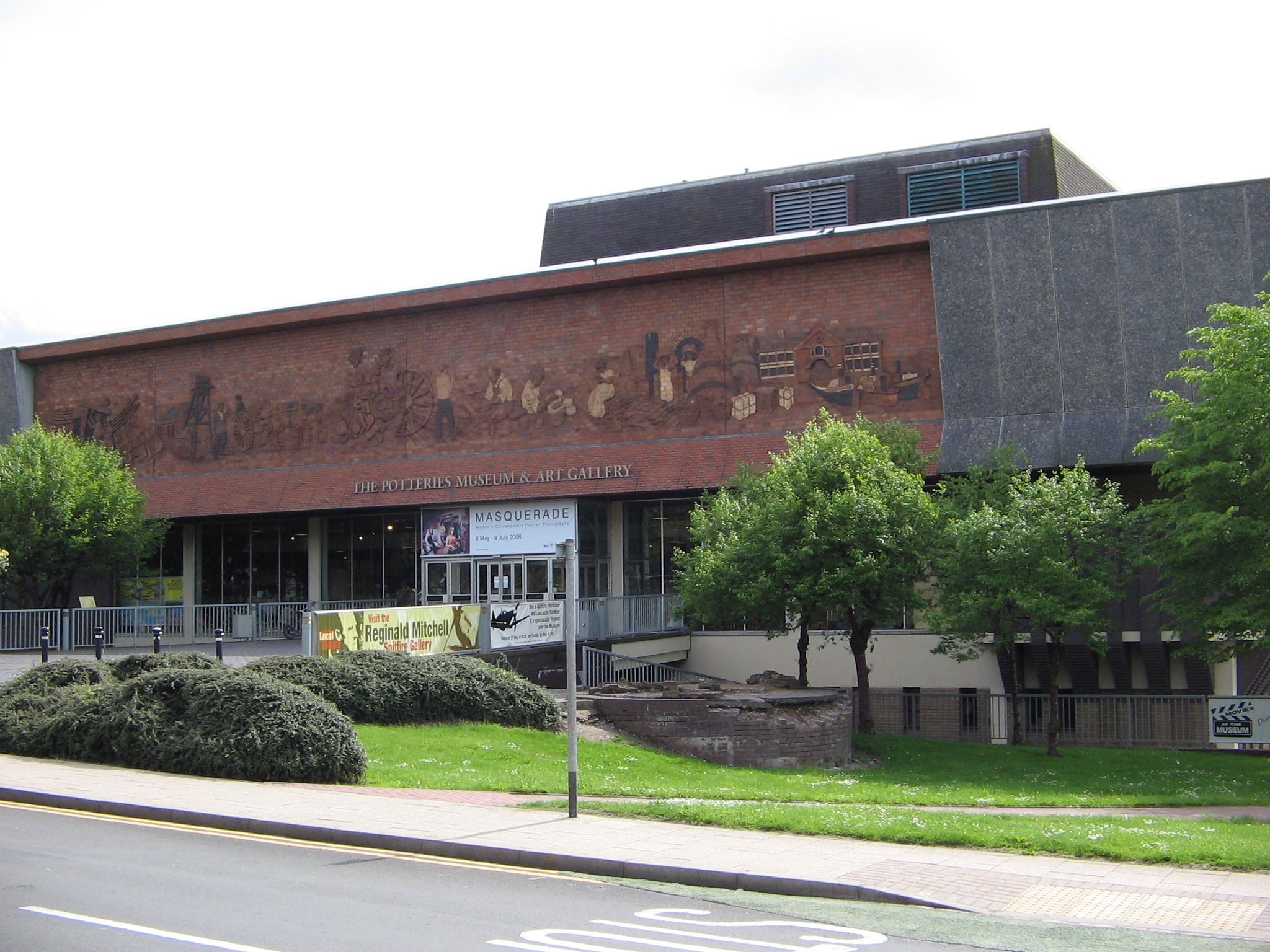
Potteries museum & art gallery

- Gladstone Pottery Museum, situato a Longton, è ospitato in una fabbrica di ceramiche della fine del XVIII secolo, i cui forni hanno la tipica forma a bottiglia caratteristica della regione; è inserito sin dal 1972 nella lista degli edifici patrimonio storico nazionale[14], nonché parte della European Route of Industrial Heritage.
- Potteries Museum & Art Gallery, situato ad Hanley, ospita una larga collezione di ceramiche tipiche dello Staffordshire; presso il museo è esposto un Supermarine Spitfire, del quale le prime versioni (Mark) vennero progettate da R.J. Mitchell, nato e cresciuto vicino a Stoke-on-Trent.
- Wedgwood Museum, contiene una vasta collezione di ceramiche dello storico marchio Wedgwood.
- Etruria Industrial Museum, situato nel sobborgo di Etruria tra il canale Trent-Mersey e le chiuse del canale Caldon, presenta un tipico e ben conservato esempio di mulino alimentato a vapore del XIX secolo; al suo interno è presente una macchina a vapore con trave, chiamata Princess, ancora funzionante.
- Ford Green Hall, situata nel sobborgo di Smallthorne, è una fattoria la cui parte più antica risale al XVI secolo e facente parte della lista degli edifici patrimonio storico nazionale.
- Trentham Gardens, facenti parte della Trentham Estate, una tenuta nel villaggio di Trentham. L'esistenza della tenuta viene riportata nel Domesday Book e risalente al 1086. Gli edifici principali risalivano al periodo elisabettiano, per poi essere demoliti e ricostruiti in stile georgiano, venendo infine parzialmente demoliti nei primi anni del XX secolo[15]. Nel corso del XIX secolo fu anche sede del I duca di Sutherland e del II duca di Sutherland. Negli ultimi anni la tenuta è stata parzialmente recuperata, aprendo al pubblico i giardini all'italiana, nonché creando un villaggio con negozi[16]. Sempre parte della tenuta è la foresta delle scimmie, che ospita circa 140 bertucce in un'area protetta di 60 acri[17].
- Park Hall Country Park, è una riserva naturale, i cui canyon sabbiosi la rendono parte della lista dei siti di interesse scientifico speciale
- Golden, è un'opera di arte moderna, progettata dall'artista Wolfgang Buttress, e installata nella Chatterley Valley nei pressi di Tunstall nel maggio 2015[18].

## Economia

### Ceramica

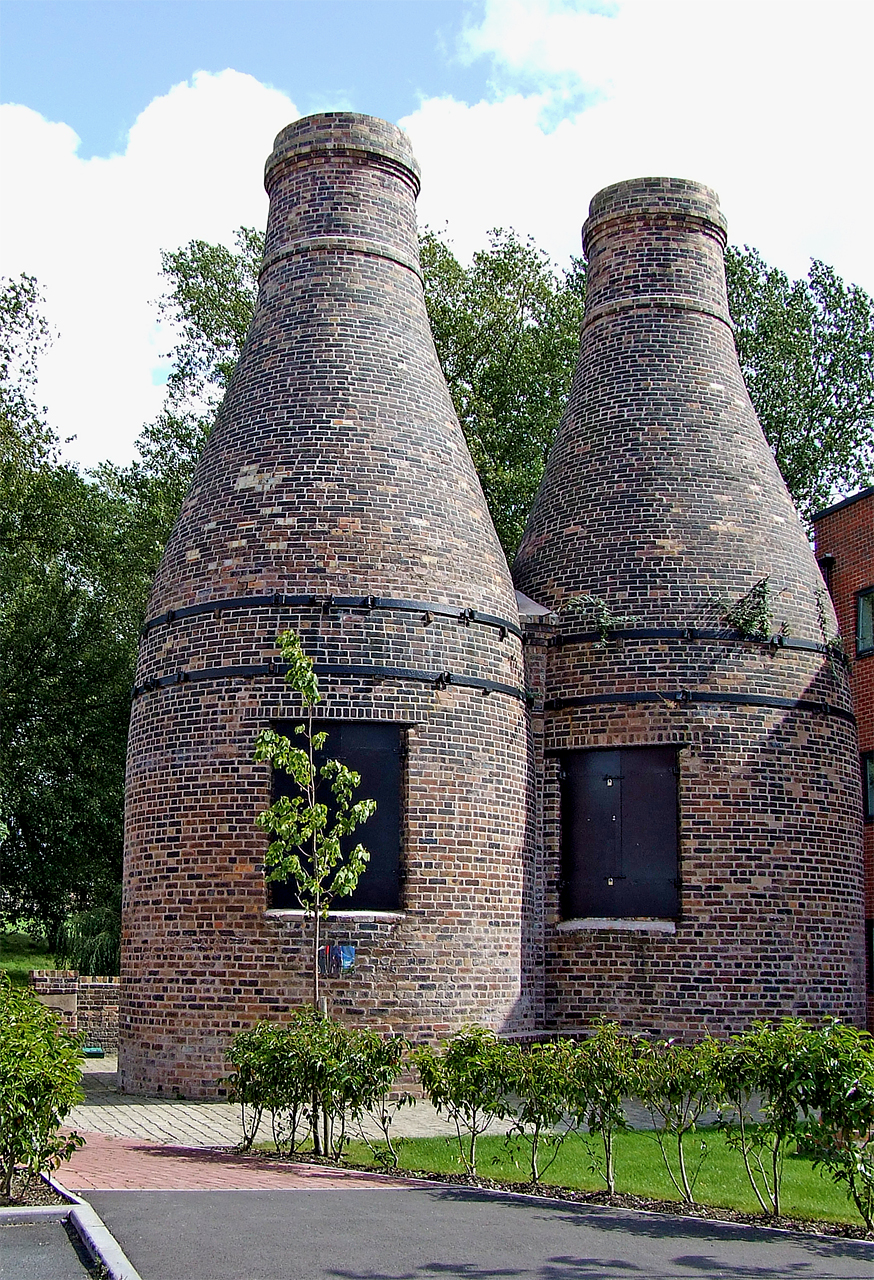
Forno a bottiglia restaurato a Stoke-on-Trent.

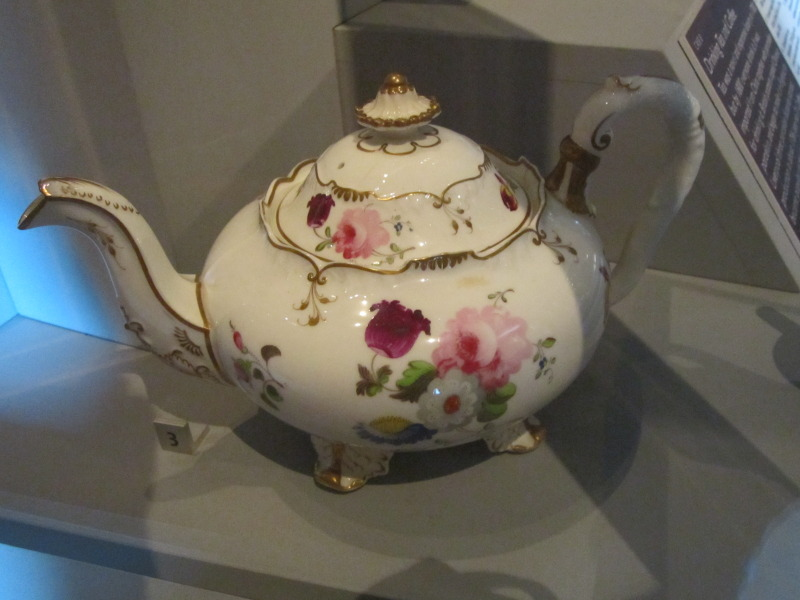
Teiera in porcellana, 1830.

La storia della città è strettamente legata all'industria della ceramica, tanto che Stoke-on-Trent è nota come the Staffordshire Potteries o, semplicemente, the Potteries. La produzione di ceramiche risale al XVII secolo e lo sviluppo fu largamente favorito dalla presenza di depositi di argilla, di sale e piombo per le smaltature, e di carbone per accendere i forni dalla tipica forma a bottiglia. Quando nel 1759 Josiah Wedgwood avviò la sua attività di ceramista, l'area dell'attuale Stoke-on-Trent poteva già fornire un'ampia varietà di porcellane e la produzione si stava trasformando da artigianale a industriale, rendendo l'intera area all'avanguardia dell'imminente rivoluzione industriale in Inghilterra. Nel 1769 Wedgwood costruì nel villaggio di Etruria, alla periferia di Burslem, una delle più grandi fabbriche di Inghilterra per la produzione di ceramiche. Il completamento nel 1777 del canale che collegava il fiume Trent al fiume Mersey diede un grosso impulso all'economia locale, vista la possibilità di arrivare ai porti di Liverpool e di Hull. Inoltre, consentì l'importazione della caolinite dalla Cornovaglia e di altra materia prima che incrementò la produzione della terraglia inglese (creamware) e della bone china. Negli stessi anni, oltre alla Wedgwood, nacquero e si svilupparono la Spode (fondata da Josiah Spode), la Mintons (fondata da Thomas Minton), la Dudson e la Royal Doulton. Stoke-on-Trent continua a essere il principale centro di produzione della ceramica in Inghilterra: la Wedgwood, che ha sempre a Stoke il suo quartier generale, fa parte del gruppo Fiskars, assieme alla Royal Doulton, con sede a Barlaston; la Portmeirion Pottery, che possiede i marchi della Royal Worcester e della Spode; Emma Bridgewater con sede ad Hanley; Burleigh Pottery, con sede a Middleport; Wade Ceramics, con sede nel sobborgo di Etruria; Moorcroft e Royal Stafford, entrambe basate a Burslem; Aynsley China, uno degli ultimi produttori della bone china caratteristica di Stoke.

### Industria mineraria

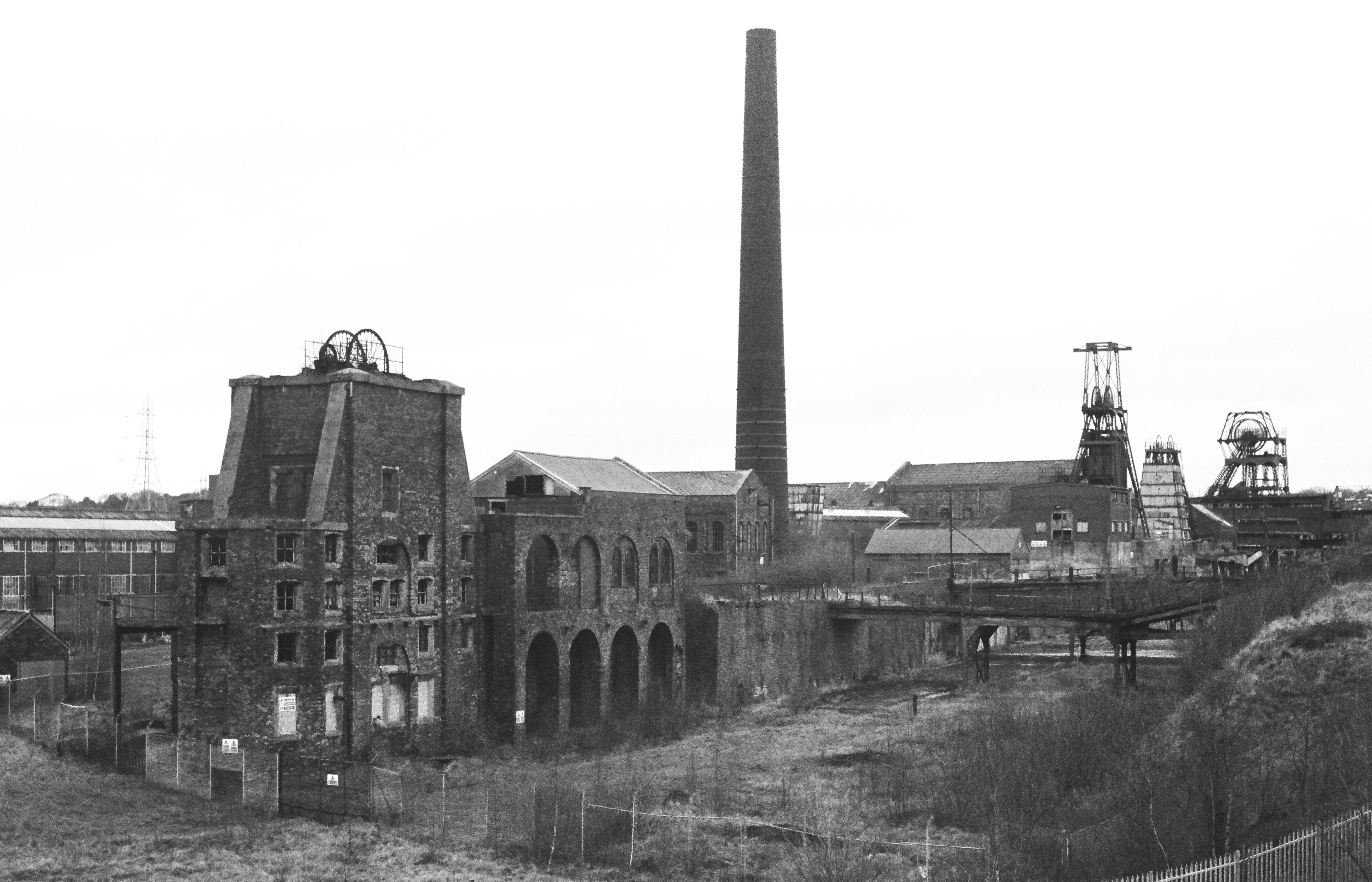
Miniera di carbone Chatterley Whitfield.

Le attività di estrazione del carbone nel nord Staffordshire risalgono al XIII secolo e le zone di estrazione a Stoke coprivano un'area di circa 300×102 km. Nel XVIII secolo l'apertura di nuovi canali e la concomitante rivoluzione industriale diedero un notevole impulso all'estrazione di carbone e all'intera industria. Gli scioperi dei minatori di Hanley e Longton diedero il via allo sciopero generale del 1842 che si diffuse in tutta l'Inghilterra e che innescarono i successivi tumulti locali, noti come Pottery Riots. La gestione delle miniere di carbone passò da piccoli proprietari a grandi gruppi, finché nel 1947 le miniere vennero nazionalizzate. Tra le varie presenti, la miniera di Wolstanton aveva il record del pozzo più profondo d'Europa coi suoi circa 1,14 km (3750 piedi), nel 1937 la miniera Chatterley Whitfield fu la prima miniera inglese a raggiungere la produzione di 1 milione di tonnellate di carbone vendibile in un anno, nel 1992 alla Trentham Superpit venne stabilito il record di 2,5 milioni di tonnellate di carbone vendibile prodotto in un anno. Dagli anni settanta del XX secolo in poi le miniere iniziarono a chiudere e la chiusura della miniera Silverdale nel 1998 segnò la fine di circa sette secoli di estrazioni minerarie nel nord Staffordshire. Da allora, le aree minerarie sono state trasformate e convertite in aree industriali, riserve naturali, parchi, centri commerciali e stadi.

### Altro
Accanto all'estrazione del carbone, l'industria del carbone e del ferro occuparono un ruolo importante nello sviluppo di Stoke. Il centro siderurgico di Shelton rappresentò uno dei principali dell'area, finché la produzione di acciaio terminò nel 1978, mentre gli impianti di laminazione chiusero nel 2002. Tra il 1864 e il 1927 Stoke fu anche la sede della manutenzione della "North Staffordshire Railway", mentre dal 1881 al 1930 fu sede della "Kerr, Stuart & Company", costruttore indipendente di locomotive.
Sin dagli anni venti del XX secolo la Michelin, azienda produttrice di pneumatici, ha a Stoke una sua fabbrica, che negli anni ottanta arrivò ad avere circa 9 000 lavoratori impiegati, scesi a circa 1 200 all'inizio del XXI secolo. Altre industrie sono presenti a Stoke-on-Trent, quali la Fuchs Petrolub, uno dei più grandi produttori indipendenti al mondo di lubrificanti, e la Goodwin Steel Castings, azienda specializzata nella fonderia.
A livello turistico la città ha ricevuto un grosso impulso dall'istituzione dello Stoke-on-Trent Garden Festival nel 1986, così come dalla nascita e dallo sviluppo di esercizi commerciali basati sui prodotti ceramici e su visite tematiche legate alla storia della ceramica in città.

## Infrastrutture e trasporti
Stoke-on-Trent è servita dalla motorway M6, per la quale rappresenta l'uscita numero 15. Inoltre, è servita dalla strada A500, nota anche come D road: la strada parte da Nantwich e collega le uscite numero 15 e 16 della M6, formando una D. La strada A50, che si connette alla A500 nei pressi dello stadio Bet365, offre una connessione tra la motorway M6 e la motorway M1. 
La stazione di Stoke-on-Trent è una caratteristica stazione ferroviaria in stile vittoriano, finita di realizzare nel 1848 dal progetto di H.A. Hunt. Si trova lungo la linea Stafford-Manchester, una ramificazione della West Coast Main Line, e lungo la linea Crewe-Derby. Oltre alla principale, sono attive la stazione ferroviaria di Longport nella zona nord-occidentale e la stazione ferroviaria di Longton nella zona sud-orientale, entrambe sulla linea Crewe-Derby. Tra il 1845 e il 1923 fu attiva in maniera indipendente la "North Staffordshire Railway", una compagnia ferroviaria britannica con sede a Stoke-on-Trent e che serviva diverse zone dell'area urbana nella cosiddetta "Potteries Loop Line", tra le quali la stazione del sobborgo di Etruria, che venne chiusa nel 2005.
Stoke-on-Trent è servita anche dal canale che collega i fiumi Trent e Mersey, che consentì un rapido sviluppo dell'economia cittadina nel XIX secolo, e dal quale si dirama anche il canale Caldon. Per Stoke-on-Trent passa il percorso numero 555, facente parte del principale percorso numero 5 della National Cycle Network, la rete nazionale delle piste ciclabili.

## Amministrazione
La figura del Lord Mayor della città di Stoke-on-Trent è ampiamente cerimoniale. Il titolo venne conferito per la prima volta nel 1928 da re Giorgio V. Il Lord Mayor viene scelto sulla base di un'elezione tra i consiglieri eletti e la carica è biennale.
Il consiglio comunale è composto di 44 consiglieri, che rappresentano le 37 circoscrizioni nelle quali è suddivisa la città. Fino al 2011 il numero di consiglieri era 60 e le circoscrizioni erano 20, facendo seguito a una relazione di una commissione governativa circa il governo della città. La città è rappresentata alla Camera dei comuni da tre rappresentanti, eletti nelle tre circoscrizioni elettorali: Stoke-on-Trent nord, Stoke-on-Trent centro, Stoke-on-Trent sud.

### Gemellaggi
- Erlangen
- Limoges

## Sport
In città sono presenti due squadre di calcio professionistiche: lo Stoke City Football Club, fondato nel 1863, tra i 12 club fondatori della Football League nel 1888, e militante nella Football League Championship, seconda serie del campionato inglese di calcio; e il Port Vale, fondato nel 1876 a Burslem, e militante nella Football League One, terza serie nazionale.